# Грб Бразила
Грб Бразила је званични хералдички симбол јужноамеричке државе Савезна Република Бразил. Грб у садашњем облику, датира од када је он постао република, крајем 19. века.

## Опис грба
Грб се састоји од средишњег амблема окруженог струкама кафе и дувана - главних пољопривредних производа Бразила.
У белом кругу у средини, може се видети Јужни крст (познат и као Крукс). Прстен са 27 звеза представља 26 бразилских држава (република) и једнан савезни дистрикт.
На плавој траци, у доњем делу грба, исписани су пун назив Бразила (República Federativa do Brasil - Савезна Република Бразил) и датум када је основана савезна држава (15. новембар 1889.)
- Грб регента принца од Бразила, септембар - децембар 1822
- Грб прве царевине, 18. септембар 1822 — ~1870
- Грб друге царевине, ~1870 - 15. новембар 1889.
- Грб републике, 19. новембар 1889 — данас

## Спољна повазница
- http://flagspot.net/flags/br.html#coa